# Кузнецов, Вячеслав Алексеевич (ихтиолог)
Вячеслав Алексеевич Кузнецов (родился 7 декабря 1939 года, остров Моржовец, Архангельская область, РСФСР, СССР) — советский и российский зоолог, доктор биологических наук, профессор Казанского государственного университета.

## Биография
Родился 7 декабря 1939 года на острове Моржовец в Архангельской области в семье военного моряка.
В 1957 году поступил на биолого-почвенный факультет Казанского государственного университета и окончил его в 1962 году по специальности биолог-зоолог и учитель биологии и химии в средней школе.
В 1962 году после получения диплома поступил в аспирантуру при кафедре зоологии позвоночных КГУ. В 1965 году после окончания аспирантуры остался работать на этой кафедре в должности ассистента.
Учился у известных зоологов-преподавателей КГУ, занимавшихся изучением гидробионтов Куйбышевского водохранилища и других водоёмов Татарии: В. Л. Вагина, Х. М. Курбангалиевой, Н. А. Ливанова, А. В. Лукина, А. И. Шмидтова.
C 1974 по 2009 год был заведующим кафедрой зоологии позвоночных Казанского университета.

## Научная деятельность
Кандидат биологических наук с 1966 года. Тема кандидатской диссертации «Закономерности формирования стада леща в Свияжском заливе Куйбышевского водохранилища».
Доктор биологических наук с 1981 года. Профессор Казанского университета с 1983 года.
Занимался изучением ихтиофауны Волги, Камы и других водоёмов Татарстана. Автор многочисленных статей и справочников о рыбах Волжско-Камского края. Имеет около 300 научных публикаций.
Подготовил раздел о редких и исчезающих видах рыб для Красной книги Татарстана.
Член-корреспондент Международной Педагогической академии.
Подготовил 7 кандидатов и 1 доктора биологических наук.

## Награды, премии, почётные звания
- Заслуженный профессор Казанского университета (20.12.2009)[5].
- Заслуженный деятель науки Республики Татарстан (05.04.1993)[5].

## Публикации
- Кузнецов В.А. Рыбы Волжско-Камского края. Казань: Kazan-Казань, Идел-Пресс,2005. 207 с.
- Кузнецов В.А. Рыбы // Красная книта Республики Татарстан. Казань: Природа,2006. С.151-159.
- Куйбышевское водохранилище: Экологическая оценка водохозяйственной деятельности (раздел ихтиофауна) / Казань:Фолиант,2007. -321 с.
- Кузнецов В.А., Кузнецов В.В. Определитель рыб Волжско-Камского края. Казань: Казан. ун-т, 2001. 30 с.